# Protapanteles africanus
Protapanteles africanus är en stekelart som först beskrevs av Cameron 1911.  Protapanteles africanus ingår i släktet Protapanteles och familjen bracksteklar. Inga underarter finns listade i Catalogue of Life.